# Medalha Garvan–Olin
A Medalha Garvan–Olin (em inglês:  Francis P. Garvan–John M. Olin Medal) é uma condecoração anual destinada a mulheres, em reconhecimento a serviços de distinção em química. É concedido pela American Chemical Society (ACS), consistindo de uma quantia de US$ 5.000 e uma medalha.
Qualquer pessoa pode nomear uma única química em um ano. As nominações devem ser de mulheres com cidadania dos Estados Unidos.
A premiação foi estabelecida por Francis Patrick Garvan e Mabel Brady Garvan em 1936, em memória de sua filha. Foi estabelecida inicialmente como um concurso, que durou sete anos, como memorial à filha deles (o American Chemical Society's Prize Essay Contest). Foi financiado unicamente pela Fundação Francis P. Garvan Medal desde seu estabelecimento em 1936 até 1979. W. R. Grace & Co. assumiu seu co-patrocínio de 1979 a 1983. Em 1984 a Olin Corporation assumiu o co-oatrocínio. Mabel Brady Garvan permaneceu envolvida com a condecoração até 1967.
A Medalha Garvin–Olin é a terceira mais antiga condecoração da ACS, e a primeira condecoração estabelecida para laurear mulheres químicas.

## Laureadas
- 1937 Emma Perry Carr
- 1940 Mary Engle Pennington
- 1942 Florence B. Seibert
- 1946 Icie Macy Hoobler
- 1947 Mary Lura Sherrill
- 1948 Gerty Cori
- 1949 Agnes Fay Morgan
- 1950 Pauline Beery Mack
- 1951 Katharine Burr Blodgett
- 1952 Gladys A. Emerson
- 1953 Leonora N. Bilger
- 1954 Betty Sullivan
- 1955 Grace Medes
- 1956 Allene R. Jeanes
- 1957 Lucy Weston Pickett
- 1958 Arda A. Green
- 1959 Dorothy V. Nightingale
- 1960 Mary Letitia Caldwell
- 1961 Sarah Ratner
- 1962 Helen M. Dyer
- 1963 Mildred Cohn
- 1964 Birgit Vennesland
- 1965 Gertrude E. Perlmann
- 1966 Mary L. Peterman
- 1967 Marjorie J. Vold
- 1968 Gertrude Elion
- 1969 Sofia Simmonds
- 1970 Ruth Rogan Benerito
- 1971 Mary Peters Fieser
- 1972 Jean'ne M. Shreeve
- 1973 Mary Lowe Good
- 1974 Joyce Jacobson Kaufman
- 1975 Marjorie Constance Caserio
- 1976 Isabella Karle
- 1977 Marjorie G. Horning
- 1978 Madeleine M. Joullié
- 1979 Jenny P. Glusker
- 1980 Helen Murray Free
- 1981 Elizabeth K. Weisburger
- 1982 Sara Jane Rhoads
- 1983 Ines Mandl
- 1984 Martha L. Ludwig
- 1985 Catherine C. Fenselau
- 1986 Jeanette G. Grasselli
- 1987 Janet G. Osteryoung
- 1988 Marye Anne Fox
- 1989 Kathleen C. Taylor
- 1990 Darleane Hoffman
- 1991 Cynthia M. Friend
- 1992 Jacqueline Barton
- 1993 Edith Marie Flanigen
- 1994 Barbara J. Garrison
- 1995 Angelica M. Stacy
- 1996 Geraldine Richmond
- 1997 Karen W. Morse
- 1998 Joanna Fowler
- 1999 Cynthia Anne Maryanoff
- 2000 F. Ann Walker
- 2001 Susan S. Taylor
- 2002 Marion C. Thurnauer
- 2003 Martha Greenblatt
- 2004 Sandra C. Greer
- 2005 Frances Arnold
- 2006 Lila Mary Gierasch
- 2007 Laura Lee Kiessling
- 2008 Elizabeth C. Theil
- 2009 Kathlyn A. Parker
- 2010 Judith C. Giordan
- 2011 Sherry J. Yennello
- 2012 Sue B. Clark
- 2013 Susan M. Kauzlarich
- 2014 Marsha I. Lester
- 2015 Angela K. Wilson
- 2016 Annie B. Kersting
- 2017 Barbara J. Finlayson-Pitts
- 2018 Valerie J. Kuck
- 2019 Lisa McElwee-White[1]
- 2020 Caroline Chick Jarrold
- 2021 Carol Jean Burns
- 2022 Anne McCoy[2]